# كيوي مرقش الأوراق
أكتينيديا كولوميتا، أو الكيوي، هو نوع من النباتات الزهرية من أسرة الأكتينيديا، تعيش في الغابات المختلطة من الشرق الأقصى الروسي، وكوريا، واليابان، والصين (الآسيوي المنطقة الشرقية) .

## وصف
يعد النبات من النباتات المعمرة، وهو نبات خشبي متساقط الاوراق وينمو إلى حد اقصى إلى 8-10 م . يعبر هذا النوع اقسى أنواع الخسب في عائلة الاكتينيديا ويتحمل درجات الحرارة حتى 40 ْ- في فصل الشتاء . كما يتأثر النبات بالصقيع في فصل الربيع .

## زراعة
اكتنيديا كولوميتا هو نباتات زينة للحدائق ونباتات منزلية . تم جمع النبات من قبل تشارلز ماري في سابورو ، في جزيرة هوكايدو شمال اليابان، في عام 1878 ، وإرساله إلى رعاته، مشاتل Veitch ، الذين أدخلوه إلى البستنة الغربية.
يزرع أكتينيديا كولوميتا في المناطق المعتدلة الباردة باعتبارها نباتات الزينة ، و تتميز اوراقها بتلون اوراقها باللون الوردي والأبيض من بعض أوراقها، ولكن أيضا بسبب الحجم الصغير نسبيا (2-5 غ أو 0.07- 0.18 أوقية) للتوت االذي ينج منه . وهناك عدد من أصناف ولدت لغرض الأخير في روسيا وبولندا، على الرغم من أنه يستغرق سنوات لبناء مصنع لبدء العائد، ولأن أكتينيديا كولوميتا هو ثنائي الجنس , نبات يلقح من الذكر وهو مطلوب للكروم البرية ومعظم الاصناف .
حصل هذا النبات على جائزة الجمعية الملكية للبستنة من حديقة الجدارة . 

### الآفات
النبتة جذابة للقطط التي تجدها أكثر جاذبية من النعناع البري أو حشيشة الهر ويمكن أن تؤدي إلى تدمير الكرمة. وجد ناشر مبكر في بوسطن جميع أوانيه من النبات الذي تم إدخالها حديثًا تحتوي على لدغات في بذرته في البيت الزجاجي، قبل اكتشاف أن قطته هي الجاني.

## علم أصول الكلمات
الأكتينيديا مستمدة من اليونانية وتعني «شعاع» ، وهي إشارة إلى أنماط شعاعية للزهور.
كولوميتا هو الاسم العام من Amur في شرق روسيا ، وربما يشير إلى اللون متعدد الأوراق.

## صالة عرض

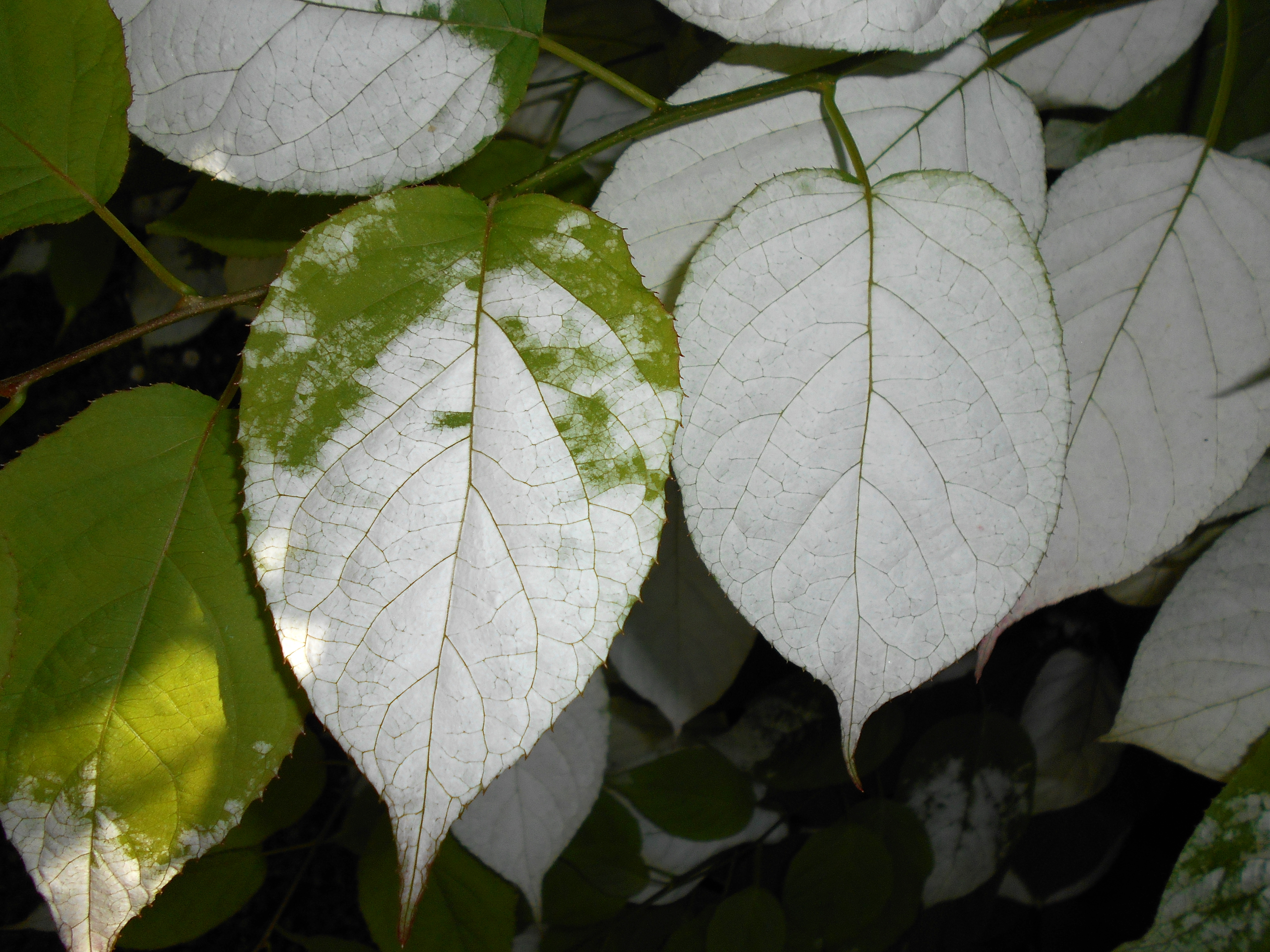
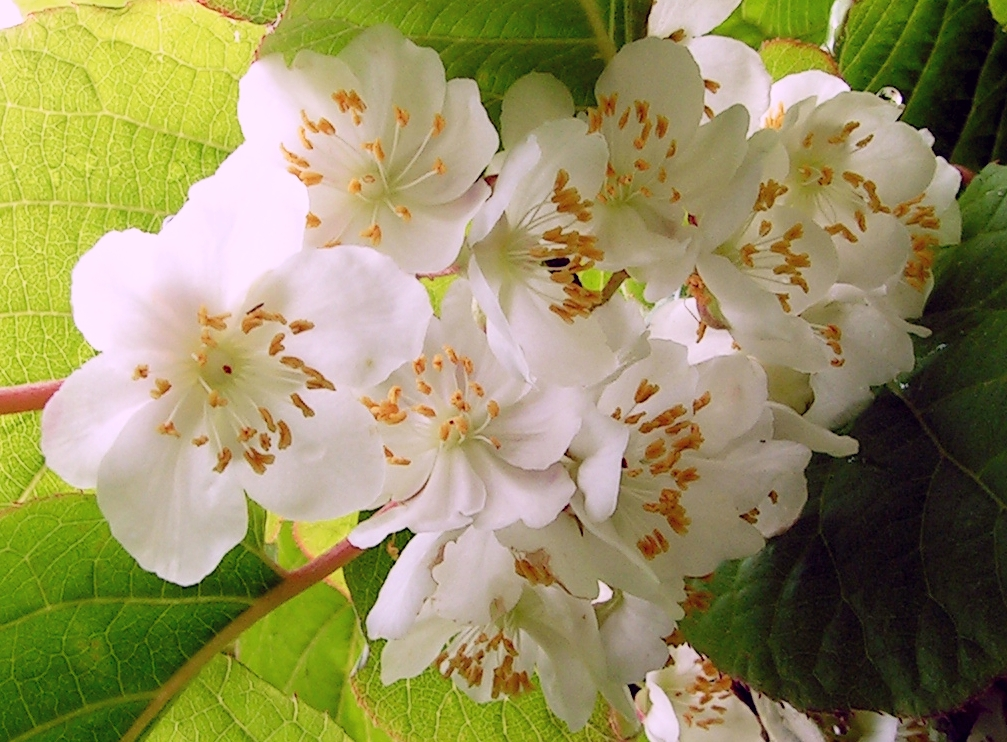
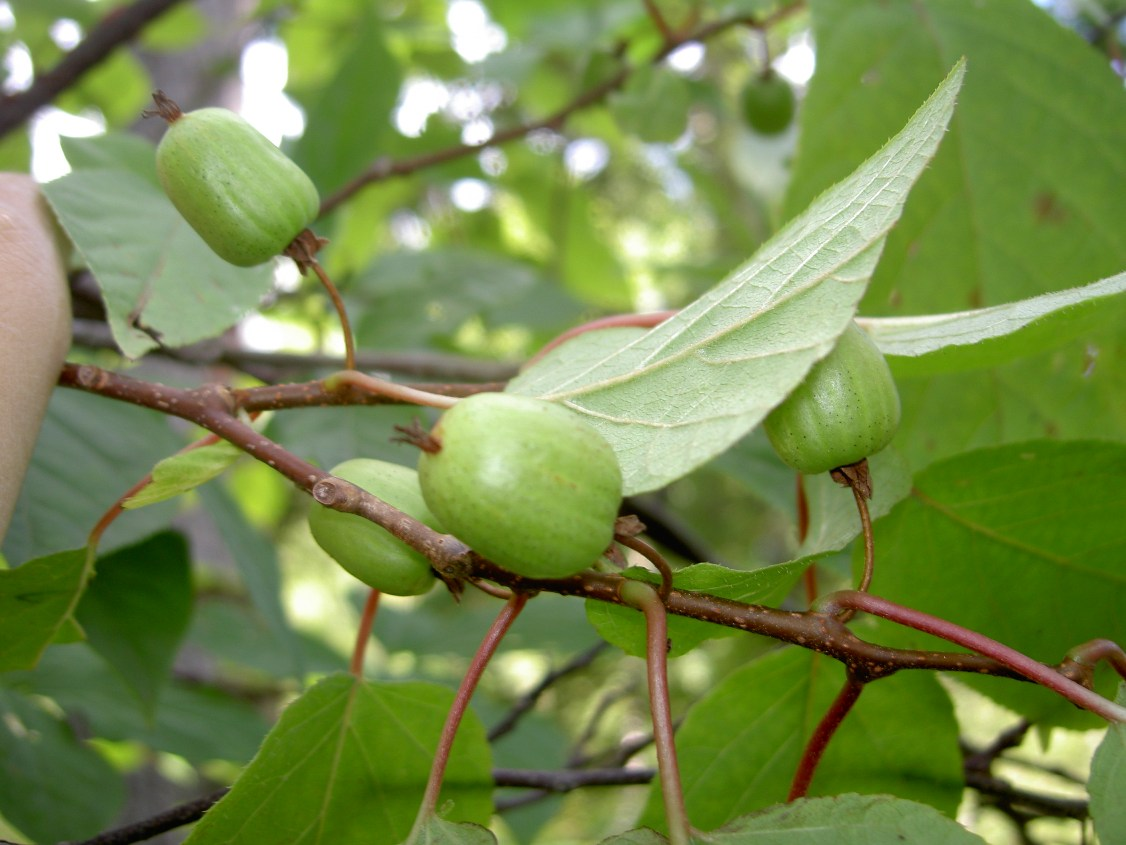

## روابط خارجية
- صور Actinidia kolomikta - حديقة الزهور السرية في فلافون
- Actinidia kolomikta قاعدة بيانات صور النباتات الطبية (كلية الطب الصيني، جامعة هونغ كونغ المعمدانية) باللغة الصينية التقليدية باللغة الإنجليزية